# 周辨明
周辨明（Chiu Bien-Ming，Jou Bienming；1891年11月13日—1984年4月28日）、字忭民，中國福建惠安人，著名語言學家。周辨明是倡導漢語及閩南語拼音的先驅人物之一。

## 生平
於1891年11月13日(清德宗光緒17年(歲次辛卯)10月12日)出生於中國福建惠安。1911年(清宣统三年)畢業於上海聖約翰大學，曾於1917年(民國6年)遠赴美國哈佛大學轉攻數學；再之後1928年前往德國漢堡大學獲得語文學博士。曾任國立清華大學英文教師。1921年起任教於廈門大學；歷任廈大學生指導長兼預科高等几何學教授、外國語言文學系系主任、文學院院長、教務處處長，以及新生院院长兼外語系主任。1948年之前主要住居地在廈門鼓浪嶼。1948年至英國倫敦大學講學。1949年回國途中；因中國内戰方殷，在新加坡被校友挽留；應聘為新加坡中華大學（今新加坡國立大學）語言學教授。至此停留在新加坡。再而1954年之後轉任南洋大學（今新加坡國立大學）中文教師；從1962年至1976年擔任新加坡政府職員訓練中心的訓練專員、英漢翻譯指導教師等職。1984年4月28日(92歲)於新加坡逝世。

## 研究領域
周辨明主要研究的領域是漢語拼音化、閩南語拼音化、方言音韻及漢字檢索法等。

## 廈門語拼音改進二階段
周辨明對於廈門語拼音方式基本上有兩個改進階段，因之產生兩種對於廈門語拼音的標示方式。第一個階段即「周辨明式拼音法」、於1934年前後周辨明對白話字之修正以IPA爲主進行局部之修改。基本上還是以具有字母上標示調符之方式進行、如同於白話字及臺羅等之聲調標示結構。而1949年之後的第二個階段「廈語拼音字」即對廈門語的拼音字再改進的方案。其法就如同壯語或SMLT等拼音字般的以拉丁字母作爲聲調標示之架構。至此周辨明所發展的閩南語拼音文字之走向，即完全和白話字的傳統聲調符號標示之型態脫鈎。

## 主要論著
主要論著如下所列。
- 中華國語音聲字制，商務印書館，1923年。
- 半週筆筆墨法說明，廈門大學，1927年。
- 半週字彙索引，廈門大學，1928年。
- 萬國通語論，商務印書館，1933年。
- 前驅國語羅馬字讀本（署名前驅國語社），廈門大學，1934年。
- 廈門語音韻聲調之構造與性質(英文本)，廈門大學，1934年。
- 語言學概要(與黃典誠合作)[7]，廈門大學，1944年。
- 廈語入門(Halgur Lessons for Beginners; 廈門拼音字之改進(Halgur: Tonal Spelling for Amoy Romanization))，20年代早期出版；修訂本，廈門大學書同文社，1949年9月。
- 中華國語母和注聲的芻議 。
- 六書英譯新探。
- 古音觀止。

## 家族
- 父 周之德(牧師)，傳教於福建長汀一帶。
- 叔 周壽卿(周之楨/牧師)，創辦厦門女子師範學校(海濱女子師範(上女學); 1906/4/24-1929改稱"慈勤女子中學"；校友林巧稚)。
- 嬸 白既然，周壽卿之妻、廈門萃經堂白瑞安的三女兒。與周壽卿生有三子五女。[8]
- 妻 朱秀鸞，娘家在鼓浪嶼經營印刷館。
- 長兄 周森友，留美醫學博士。
- 二姐 周淑儉，與先生陳秋卿牧師服務於廈門地區的福音堂教會。
- 幼妹 周淑安，公费留美聲樂教育家。
- 堂弟 周廷旭(1903-?；周壽卿的兒子)，油畫家。
- 堂妹 周默道 植物學博士（Dr. Chiu Bek-to，1913－2005；周壽卿的幼女、王國棟的續弦）[9][10]

## 參閲
- 萃經堂(原名 瑞記書店，白瑞安/白登弼 父子 先後經營)
- 閩南聖教書局(莊逸清/莊迺昌 父子先後經營，1908-1949前後)

## 外部連結
- 周辨明 - 族讯文化 （页面存档备份，存于）
- 周辨明_百度百科 （页面存档备份，存于）
- 周辨明的详细信息-語言資源網 （页面存档备份，存于）
- 第59章 周辨明 - 厦门历史名人画传 （页面存档备份，存于）
- 《厦语拼音字之改进》 (图书馆)  （页面存档备份，存于）